# Taekwondo (film 1998)
Taekwondo (kor. 태권도) – dramat, kryminał polsko-koreański w reżyserii Moon Seung-wooka. Film został nakręcony przy współpracy reżyserskiej Marka Brodzkiego i Marcina Szczerbca.

## Obsada
- Jacek Różański – właściciel samochodu
- Choi Ji-Woo – córka Kima (głos)
- Kim Ji-suk – żona Kima (głos)
- Jerzy Moes – właściciel samochodu
- Krzysztof Stańczykiewicz – Tomek, bratanek Joli
- Andrzej Niemirski – barman
- Leon Charewicz – właściciel mieszkania
- Hanna Polk – kasierka
- Paweł Nowisz – dozorca
- Jerzy Łapiński – fryzjer
- Waldemar Barwiński – przyjaciel Michała
- Michał Bukowski – Marek
- Bartosz Opania – Młody Pole
- Ewa Gawryluk – Jola
- Paweł Burczyk – Michał
- Ahn Sung-kee – Kim
- Sławomir Orzechowski – niezadowolony klient w restauracji
- Cezary Żak – właściciel restauracji
- Janusz Bukowski – ojciec Michała
- Mariusz Leszczyński – dozorca w Sports Club
- Ernestyna Winnicka – matka chłopca chodzącego na lekcje Taekwondo
- Agnieszka Czekańska – diewczyna Michała
- Wiesław Cichy – policjant
- Katarzyna Łaniewska – ciotka Michała
- Iwona Rulewicz – Magda, siostra Joli
- Tomasz Dedek – prezes Sports Club
- Piotr Zelt – przyjaciel Joli